# Oscilador químico

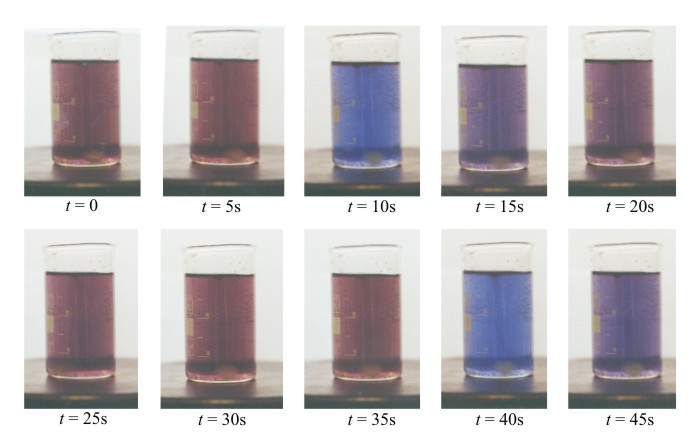
Una mezcla de reacción BZ agitada que muestra cambios de color con el tiempo.

Un oscilador químico es una mezcla compleja de compuestos químicos reactivos en los que la concentración de uno o más componentes exhibe cambios periódicos. Son una clase de reacciones que sirven como ejemplo de termodinámica de no equilibrio con un comportamiento lejos del equilibrio. Las reacciones son teóricamente importantes porque muestran que las reacciones químicas no tienen que estar dominadas por el comportamiento termodinámico de equilibrio.
En los casos en que uno de los reactivos tenga un color visible, se pueden observar cambios de color periódicos. Ejemplos de reacciones oscilantes son la reacción de Belousov-Zhabotinsky (BZ), la reacción de Briggs-Rauscher  y la reacción de Bray-Liebhafsky.

## Historia
La evidencia científica más temprana de que tales reacciones pueden oscilar fue recibida con extremo escepticismo. En 1828, G. T. Fechner publicó un informe de oscilaciones en un sistema químico. Describió una celda electroquímica que producía una corriente oscilante. En 1899, W. Ostwald observó que la velocidad de disolución del cromo en ácido aumentaba y disminuía periódicamente. Ambos sistemas eran heterogéneos y se creía entonces, y durante gran parte del siglo pasado, que los sistemas oscilantes homogéneos no existían. Si bien las discusiones teóricas se remontan a alrededor de 1910, el estudio sistemático de las reacciones químicas oscilantes y del campo más amplio de la dinámica química no lineal no quedó bien establecido hasta mediados de la década de 1970.

## Teoría
Los sistemas químicos no pueden oscilar alrededor de una posición de equilibrio final porque tal oscilación violaría la segunda ley de la termodinámica . Para un sistema termodinámico que no está en equilibrio, esta ley requiere que el sistema se acerque al equilibrio y no se aleje de él. Para un sistema cerrado a temperatura y presión constantes, el requisito termodinámico es que la energía libre de Gibbs debe disminuir continuamente y no oscilar. Sin embargo, es posible que las concentraciones de algunos intermedios de reacción oscilen, y también que oscile la velocidad de formación de productos.
Los modelos teóricos de reacciones oscilantes han sido estudiados por químicos, físicos y matemáticos. En un sistema oscilante, la reacción de liberación de energía puede seguir al menos dos caminos diferentes, y la reacción cambia periódicamente de un camino a otro. Una de estas vías produce un intermediario específico, mientras que otra vía, lo consume. La concentración de este intermedio desencadena el cambio de vías. Cuando la concentración del intermedio es baja, la reacción sigue la ruta de producción, lo que lleva a una concentración relativamente alta del intermedio. Cuando la concentración del intermedio es alta, la reacción cambia a la vía de consumo.
Se han creado diferentes modelos teóricos para este tipo de reacción, entre ellos el modelo Lotka-Volterra, el Brusselator y el Oregonator. Este último fue diseñado para simular la reacción de Belousov-Zhabotinsky.

## Tipos

### Reacción de Belousov-Zhabotinsky (BZ)
Una reacción de Belousov-Zhabotinsky es uno de varios sistemas químicos oscilantes, cuyo elemento común es la inclusión de bromo y un ácido. Un aspecto esencial de la reacción BZ es su llamada "excitabilidad" — bajo la influencia de los estímulos, se desarrollan patrones en lo que de otro modo sería un medio perfectamente inactivo. Algunas reacciones reloj, como las reacciones de Briggs-Rauscher y la BZ que utilizan el químico bipiridilo de rutenio como catalizador, pueden excitarse en una actividad de autoorganización a través de la influencia de la luz.
Boris Belousov notó por primera vez, en algún momento de la década de 1950, que en una mezcla de bromato de potasio, sulfato de cerio (IV), ácido propanodioico (ácido malónico) y ácido cítrico en ácido sulfúrico diluido, la proporción de concentración de cerio (IV) y los iones de cerio (III) oscilaron, provocando que el color de la solución oscilara entre una solución amarilla y una solución incolora. Esto se debe a que el ácido propanodioico reduce los iones de cerio (IV) a iones de cerio (III), que luego se oxidan nuevamente a iones de cerio (IV) por iones de bromato (V).

### Reacción de Briggs-Rauscher
La reacción oscilante de Briggs-Rauscher es una de las pocas reacciones químicas oscilantes conocidas. Es especialmente adecuado para fines de demostración debido a sus cambios de color visualmente llamativos: la solución incolora recién preparada se vuelve lentamente de un color ámbar, cambiando repentinamente a un azul muy oscuro. Esto se desvanece lentamente a incoloro y el proceso se repite, unas diez veces en la formulación más popular.

### Reacción de Bray-Liebhafsky
La reacción de Bray-Liebhafsky es un reloj químico descrito por primera vez por W. C. Bray en 1921 con la oxidación del yodo a yodato:
5 H2O2 + I2 → 2 IO−
3 + 2 H+ + 4 H2O
y la reducción de yodato a yodo:
5 H2O2 + 2 IO−
3 + 2 H+ → I2 + 5 O2 + 6 H2O